# FKE VT2E
De VT2E is een tweedelig dieselelektrisch treinstel voor het regionaal personenvervoer van de Frankfurt-Königsteiner Eisenbahn (FKE).

## Geschiedenis
Het treinstel werd door Linke-Hofmann-Busch in 1976 ontworpen en gebouwd. Hierbij werd gebruikgemaakt van het concept U-Bahn treinen van het type DT 3 van de Hamburger Hochbahn, waarvan ook het Amsterdamse Metromaterieel M1/M2/M3 afgeleid is.
De Hessische Landesbahn GmbH werd in 1955 opgericht. Het hoofdkantoor is gevestigd in Frankfurt am Main. De aandelen zijn in bezit van de deelstaat Hessen.
Tot 2005 werd de bedrijfsvoering uitgevoerd door de Frankfurt-Königsteiner Eisenbahn AG, de Butzbach-Licher Eisenbahn AG en de Kassel-Naumburger Eisenbahn AG.

## Constructie en techniek
Deze trein is opgebouwd uit een stalen frame van geprofileerde platen. Deze treinen kunnen tot vier treinen gecombineerd rijden. De treinstellen zijn uitgerust met luchtvering.

## Treindiensten
De treinen worden/werden door Hessische Landesbahn GmbH (HLB) ingezet op de volgende trajecten.
- Königsteiner Bahn, SE 12: Frankfurt (Main) Hbf - Frankfurt-Höchst - Königstein
- Sodener Bahn, RB 13: Bad Soden am Taunus - Frankfurt-Höchst
- Taunusbahn, SE 15: Frankfurt (Main) Hbf - Bad Homburg - Usingen - Grävenwiesbach - Brandoberndorf
- Taunusbahn, RB 15: Bad Homburg - Usingen - Grävenwiesbach - Brandoberndorf

## Foto's

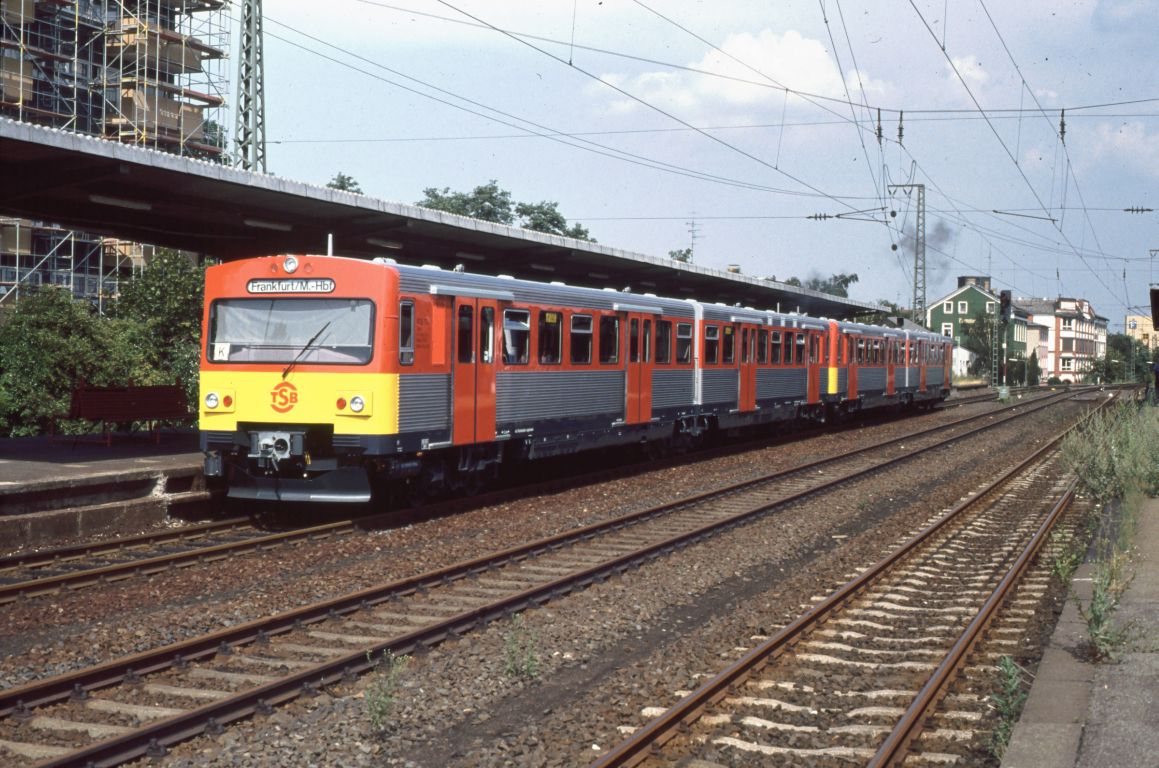
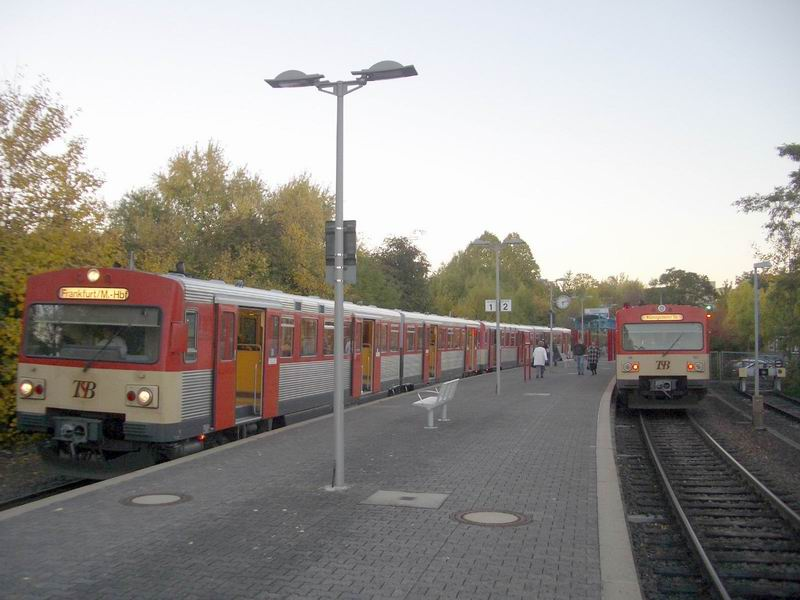
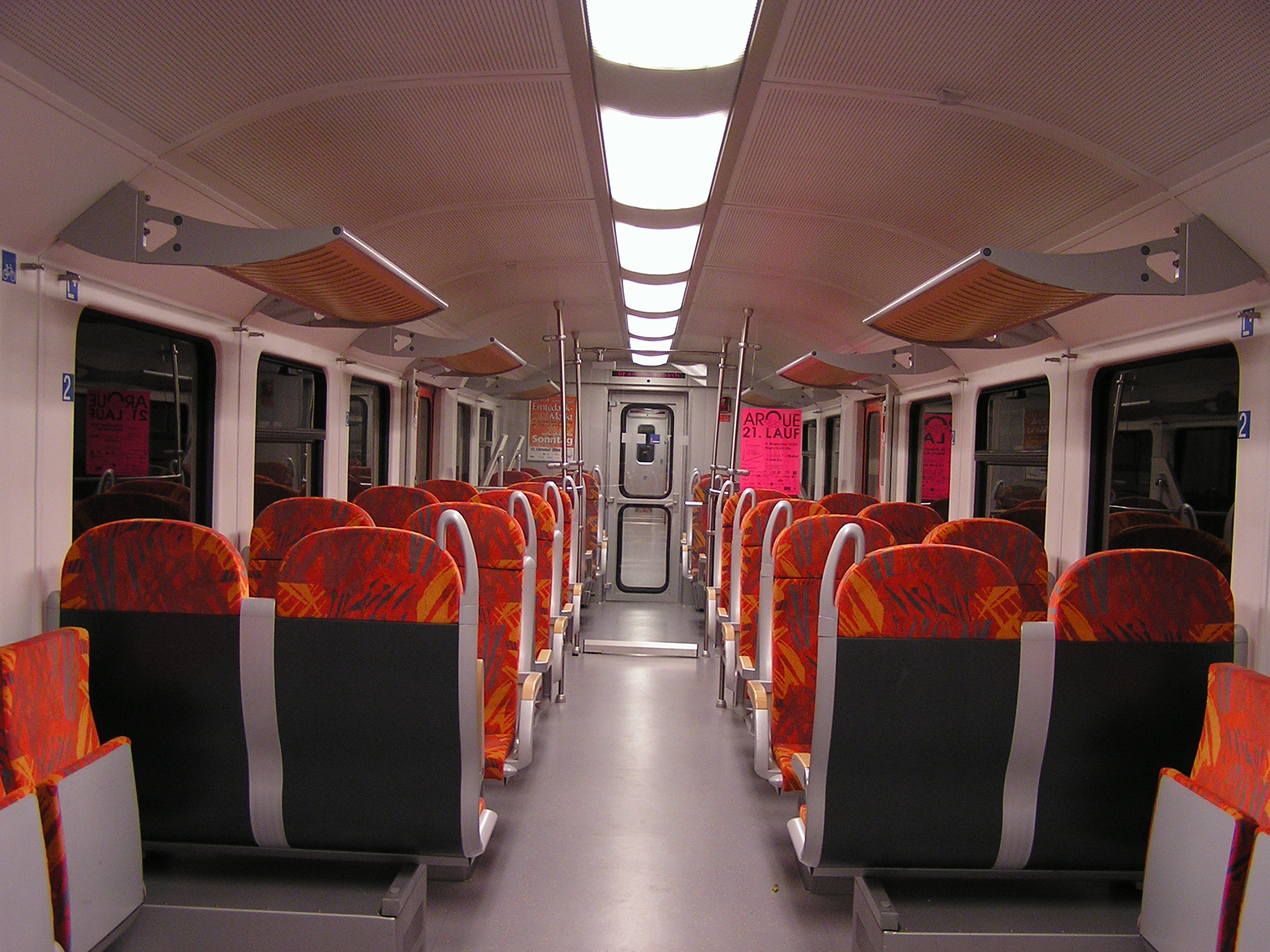

de voormalige spoorwegondernemingen Butzbach-Licher Eisenbahn AG (BLE), Frankfurt-Königsteiner Eisenbahn (FKE), Kassel-Naumburger Eisenbahn AG (KNE) en Hellertalbahn GmbH (HTB)